# Łączyńska Huta
Łączyńska Huta (kaszb. Łączińskô Hëta lub Łãczëńskô Hëta) – wieś w Polsce, w województwie pomorskim, w powiecie kartuskim, w gminie Chmielno
Miejscowość leży na obszarze Pojezierza Kaszubskiego i znajduje się na terenie Kaszubskiego Parku Krajobrazowego, w bliskim sąsiedztwie jeziora Raduńskiego Dolnego. Wchodzi w skład sołectwa Borzestowska Huta.
Do 2023 miejscowość była częścią wsi Borzestowska Huta.
W latach 1975–1998 Łączyńska Huta położona była w województwie gdańskim.

## Zabytki
Według rejestru zabytków NID na listę zabytków wpisana jest zagroda skansenowska z połowy XIX w., nr rej.: 834 z 14.07.1980:
- dom murowano-szachulcowy
- budynek gospodarczy, drewniano-szachulcowy.